# Hastings
Hastings je mesto in okrožje v Vzhodnem Sussexu na južni obali Anglije, 39 km vzhodno od mesta Lewes in 85 km jugovzhodno od Londona ter ima po ocenah 90.254 prebivalcev.
Hastings je dal svoje ime bitki pri Hastingsu, ki je bila leta 1066. Pozneje je mesto postalo eno od srednjeveških mest Cinque Ports. Mesto je postalo v 19. stoletju s prihodom železnice v priljubljeno letovišče. Je ribiško pristanišče z obalno ribiško floto.

## Zgodovina

### Zgodnja obdobja
Hastings je bil prvič omenjen v poznem 8. stoletju kot Hastingas, kar izhaja iz starega angleškega plemenskega imena Hæstingas v pomenu 'sledilci Hæsta'. Simeon iz Durhama je leta 771 opisal zmago Offe iz Mercije nad Hestingorum gens, to je ljudstvo plemena Hastings. Hastingleigh v Kentu je bil imenovan po tem ljudstvu. Ime kraja Hæstingaceaster je omenjeno v Anglosaški kroniki (Anglo-Saxon Chronicle) v začetku leta 1050 in je lahko drugo ime za Hastings. Ni pa nobenih arheoloških ostankov ali listinskih dokazov za rimsko utrdbo pri Hastingsu, kar kaže, da se lahko Hæstingaceaster nanaša na drugačno naselje, najbolj verjetno na podlagi rimskih ostankov v naselju Pevensey.
V mestu so našli dokaze o prazgodovinskih naseljih: kremenove osti in bronastodobne artefakte, železnodobne utrdbe so izkopali na vzhodnem in zahodnem gričevju. To kaže, da so se prebivalci zgodaj preselili v varne doline med utrdbe. Naselje je že imelo pristanišče, ko so Rimljani prvič prišli v Britanijo leta 55 pred našim štetjem. V tem času so začeli izkoriščati železo (skale Wealden zagotavljajo velike količine rude) in ga vozili ven z ladjami. Železo so pridobivali lokalno v Beauport Parku, severno od mesta, kjer je bilo zaposlenih do tisoč ljudi in je bil tretji največji rudnik v rimskem cesarstvu.
Z odhodom Rimljanov je mesto nazadovalo. Beauport je bil opuščen in začel propadati. Obala Sussexa je trpela zaradi občasnih neurij, dodatna nevarnost je bil močan tok (zahodno gibanje peska ob obali), zato se je obala pogosto spreminjala. Prvotno rimsko pristanišče je zdaj pod morjem.
Bulverhythe je verjetno pristanišče, ki so ga uporabljali danski napadalci, kar kaže -hythe ali hithe in pomeni pristanišče ali majhen pristan.

### Kraljestvo Haestingas
Od 6. stoletja do leta 771 so ljudje v okolici sodobnega Hastingsa pripadali plemenu Haestingas in oblikovali ločeno kraljestvo od južnih Sasov in Kenta. Svojo posebno kulturno identiteto so ohranili do 11. stoletja.
Leta 771 je kralj Offa iz Mercije napadel južno Anglijo in v naslednjem desetletju postopoma prevzel nadzor nad Sussexom in Kentom. Simeon iz Durhama piše o bitki na neznani lokaciji v bližini Hastingsa, na kateri je Offa premagal pleme Haestingas in uničil samostojno kraljestvo. Leta 790 je Offa nadzoroval Hastings dovolj učinkovito, da je doniral zemljišča v Hastingsu opatiji Svetega Denisa v Parizu. [12] V Anglosaški kroniki za leto 1011 piše, da so Vikingi preplavili "ves Kent, Sussex, Surrey in Haestingas", ki označuje mesto, še vedno obravnavano kot ločeno grofijo ali provinco 240 let po Offovi zasedbi.
Med vladanjem je Athelstan v Hastingsu leta 928 ustanovil kraljevo kovnico.

### Srednjeveški Hastings
Začetek normanske zasedbe je bila bitka pri Hastingsu 14. oktobra 1066, čeprav je bila sama bitka 13 km proti severu na hribu Senlac. Viljem Osvajalec je pristal na obali med Hastingsom in Eastbournom pri Pevenseyju. Domnevajo, da je bil normanski tabor na obrobju mesta, kjer je bil odprt teren, novo mesto je bilo že zgrajeno v dolini na vzhodu leta 1069 in je omenjeno v prvi angleški zemljiški knjigi (Domesday Book). Viljem je premagal in ubil Haralda Godwinsona, zadnjega anglosaškega kralja, in uničil njegovo vojsko, s čimer se je začelo normansko osvajanje Anglije.
Hastings je v prvi angleški zemljiški knjigi iz leta 1086 prikazan kot okrožje, dal pa je tudi ime upravni enoti Rape of Hastings, ki je bila ena od šestih upravnih enot Sussexa. Kot okrožje so tudi upravo v Hastingsu sestavljali kraljev predstavnik, preiskovalni sodnik in skupnost. Z listino Elizabete I. leta 1589 je kraljevega namestnika nadomestil župan.
Muslimanski učenjak Al-Idrizi je okoli leta 1153 Hastings opisal kot "mesto velikih razsežnosti in z veliko prebivalci, razvito in privlačno, ki ima trge, delovne ljudi in bogate trgovce".

### Hastings in morje
Do konca obdobja Sasov se je pristanišče z vzhoda preselilo v bližino sedanjega mestnega jedra v dolino Priory Stream, katere vhod je bilo zaščiten z White Rock (do porušitve). To naj bi bila kratkoročno. Danski napadi in velike poplave leta 1011 in 1014 so spodbudili meščane, da so se preselili v Novo mesto (New Burgh).
V srednjem veku je Hastings postal eno od mest Cinque Ports; Sendwich, Dover in New Romney so prva, sledila sta Hastings in Hythe, vsem sta je končno pridružila Rye in Winchelsea, največ je bilo 42 mest, ki so bila neposredno ali posredno povezana v skupino.
V 13. stoletju je velik del mesta in polovico gradu Hastings odplavilo v poplavi februarja 1287. Med pomorsko bitko leta 1339 in ponovno leta 1377 so v mesto vdrli in ga zažgali Francozi in zdi se, da je nato propadlo. Pristanišča v Hastingsonu ni bilo več.
Hastings je v preteklosti zelo pogrešal naravno pristanišče. Večkrat so poskušali narediti zaščiteno pristanišče. Med vladanjem Elizabete I. so poskušali zgraditi kamnito pristanišče, a so bili temelji uničeni v strašnih nevihtah. Ribiške ladje so še vedno na dnu ne daleč od plaže.
Hastings je bil takrat le majhno ribiško naselje, vendar so kmalu ugotovili, da bi lahko novi davki za luksuzno blago pripomogli k dobičkonosnosti tihotapljenja; mesto je idealno za ta namen.  V bližini razvalin gradu na West Hillu so jame svetega Klementa, deloma naravne, predvsem pa so jih izkopali tihotapci v mehkem peščenjaku. Njihova trgovina se je končala z obdobjem po napoleonskih vojnah, mesto je postalo eno izmed najbolj modnih mest v Veliki Britaniji, ki se ponaša z zdravstveno lastnostjo morske vode, pa tudi lokalnimi izviri in rimskimi kopelmi. Mesto se je širilo na zahod, saj je bilo tam nekoliko več prostora kot v dolini.
V tem času sta bila zgrajena eleganten Pelham Crescet in Wellingtonov trg, nato pa še druge zgradbe. V Crescetu (ki ga je zasnoval arhitekt Joseph Kay) je cerkev svete Marije v gradu v neoklasičnem slogu (njeno ime spominja na staro kapelo na gradu zgoraj) in je zdaj center umetnosti. Crescet in cerkev sta zahtevala nadaljnje rezanje pečine grajskega griča. Ta odmik je omogočil nadaljnje širjenje ob obali in na koncu povezovanje z novim predelom St. Leonards.
Kot v veliko obalnih mestih se je prebivalstvo tudi v Hastingsu zelo povečalo zaradi gradnje železniške povezave in modnega obmorskega počitnikovanja v viktorijanski dobi. Leta 1801 je bilo le 3175 prebivalcev, leta 1831 več kot 10 000, leta 1891 samo 6000.
Zadnji projekt pristanišča se je začel leta 1896, vendar tudi ta ni uspel zaradi strukturnih problemov in naraščajočih stroškov, ki so izčrpali vsa razpoložljiva sredstva. Danes je zlomljen valobran vse, kar je ostalo od veličastnega pristanišča. Leta 1897 je bil položen temeljni kamen za veliko betonsko konstrukcijo, vendar ni bilo dovolj denarja za dokončanje del in pristaniški pomol je še vedno nedokončan. Tega so deloma uničili, da bi odvrnili morebitno uporabo med nemškim vdorom med drugo svetovno vojno.
Med letoma 1903 in 1919 je Fred Judge fotografiral veliko mestnih dogodkov in nesreč. Med njimi so nevihte, prvi tramvaj, obisk župana Londona, Hastingsov maraton in požar na pomolu od leta 1917. Večinoma so te slike postale razglednice in so znane kot Judgeeve razglednice.
Leta 1930 je mesto doživelo nekaj osvežitve. Obmorske občine niso bile več v modi: Hastings morda bolj kot večina drugih. Mestni svet se je lotil velikega projekta obnovitve, med katerim je bila obnovljena promenada in zgrajen olimpijski bazen. Slednji je bil takrat med najboljšimi za plavanje na prostem in potapljanje v Evropi, nato je postal počitniški tabor, leta 1986 pa so ga zaprli. Bil je porušen, vendar je območje še vedno znano pri domačinih kot "bazen".
Po popisu iz leta 2001 ima več kot 85.000 prebivalcev.

## Geografija
Hastings leži na peščenjakovi blazini v središču Wealda, geološko znanem kot Hastings Sands (Hastingsov pesek), gleda na Rokavski preliv, in tvori visoke klife na vzhodu mesta. Hastingsovo Staro mesto je v zaščiteni dolini med East Hillom in West Hillom (na katerem so ostanki gradu). V viktorijanskem obdobju in pozneje se je mesto razširilo proti zahodu in severu in je zdaj enotno mestno središče z več primestnimi območji, kot je St. Leonards-on-Sea na zahodu. Bulverhythe je zahodni konec Hastingsa, kjer so nizko ležeča zemljišča znana kot Glyne Gap, in ga ločuje od Bexhill-on-Sea.
Peščenjakovi klifi so bili sorazmerno v zadnjem času žrtev precejšnje erozije: velik del gradu se je izgubil v morju, preden so ga zaščitili z zgrajeno promenado, v nevarnosti so tudi številne hiše na pečini.
Plaža je večinoma prodnata, čeprav so ob oseki vidna široka območja peska. Mesto leži na nizu nizkih gričev, visokih do 150 m, pri grebenu (The Ridge) se spet spusti v dolino reke in naprej proti severu.
V okrožju so tri mesta posebnega znanstvenega pomena: Marline Valley Woods, Combe Haven in Hastings Cliffs To Pett Beach. Marline Valley Woods je v Ashdownu, predelu Hastingsa. To je starodaven gozd hrasta oziroma doba in navadnega gabra (Carpinus betulus), ki sta redka v državi. Sussex Wildlife Trust je del te lokacije. Combe Haven je drugo mesto biološkega pomena s poplavnimi travniki in največjim poljem trstičevja v okrožju, ki zagotavlja življenjski prostor za vzrejo ptic. Je v predelu zahodnega St. Leonardsa, ki se razteza v župniji Crowhurst. Hastings Cliffs To Pett Beach je v predelu Ore, ki sega v sosednji župniji Fairlight in Pett. Leži vzdolž obale in je zanimiva biološko in geološko. Klifi vsebujejo številne fosile, tu so različni habitati, tudi stare gozdne in prodnate plaže.
Hastings ima primorsko podnebje s hladnimi poletji in blagimi zimami. V povprečju je najbolj sončen del Združenega kraljestva – 384 ur leta 1911. Skrajne temperature od leta 1960 so v razponu od 33,2 °C v juliju 2006 do –9,8 °C v januarju 1987. Po  Köppnovi podnebni klasifikaciji je podtip za to podnebje Cfb (Marine West Coast Climate / oceansko podnebje). 

## Gospodarstvo
Glavni dejavnosti v Hastingsu sta turizem in ribolov. Ribiška flota, ki ima sedež v Stadu, ostaja največja obalna ribiška flota v Evropi in je pred kratkim dobila akreditacijo za svoj trajnostni način ribolova. Flota deluje tukaj vsaj 400, morda 600 let. Njeno življenjsko dobo je pripisati plodni ribiški osnovi Rye Baya v bližini.
Različne industrijske cone so predvsem na obrobju mesa. To so inženiring, katering, avtomobilizem in gradbeništvo, vendar je večina delovnih mest v okrožju osredotočena na zdravje, javne storitve, trgovino na drobno in izobraževanje. 85 % podjetij (v letu 2005) zaposluje manj kot 10 ljudi.

## Znamenitosti
Grad Hastings so zgradili Normani leta 1070, štiri leta po vdoru iz Normandije. Je na West Hillu s pogledom na mestno jedro in je na seznamu zgradb I. razreda. Ostankov gradu je malo, lok levo od kapelice, del obzidja in ječe. V bližini so jame St. Clements, včasih sedež tihotapcev, z interaktivnimi zasloni, na katerih je prikazana zgodovina tihotapljenja ob južni obali Anglije.
Hastingsov pomol je mogoče videti iz katerega koli dela obale v mestu. Pomol je bil zaprt leta 2006 zaradi varnosti. Oktobra 2010 je resen požar požgal večino stavb na pomolu in povzročil nadaljnjo škodo. Ponovno je bil odprt 27. aprila 2016 po 14,2 milijona £ vredni prenovi.
Številne cerkve so po vsem mestu in so na seznamu II. razreda: Church in the Wood, Ebenezer Particular Baptist Chapel, Fishermen's Museum and St Mary Magdalene's Church.
Na obali pri St. Leonardsu je Marine Court, zgradba iz leta 1938 v slogu dekorativne umetnosti, ki se je zaradi oblike potniške ladje RMS Queen Mary prvotno imenovala Ladja. To zgradbo je mogoče na jasen dan videti do 32 km daleč iz Holywella.
Pomemben nekdanji mejnik je bil Memorial, stolpna ura v spomin na Alberta, princa soproga, ki je stala več let na prometnem križišču v središču mesta, vendar pa je bila porušena po požigu leta 1970.

## Pobratena mesta
Hastings je pobraten z mesti:
- Béthune, Francija[17]
- Oudenaarde, Belgija
- Schwerte, Nemčija